# Prémio Frederick W. Lanchester
O Prémio Frederick W. Lanchester, é um galardão criado em 1954 pelo Institute for Operations Research and the Management Sciences.
É um prémio anual criado para homenagear Frederick W. Lanchester e distingue a melhor Investigação operacional.

## Laureados[1]
- 1954 — Leslie C. Edie
- 1955 — Georges Brigham
- 1956 — Richard E. Zimmerman
- 1957 — Maurice F. C . Allais, Clayton J. Thomas e Walter L. Deemer, Jr
- 1959 — Robert E. Chandler, Robert Herman, Elliott Waters Montroll e A.M. Lee
- 1960 — Herman F. Karreman
- 1961 — E. Ventura
- 1962 — R.M. Oliver e A.H. Samuel
- 1963 — P.C. Gilmore e Ralph E. Gomory
- 1964 — F.M. Scherer
- 1965 — Michel Balinski e Rufus Isaacs
- 1966 — Stafford Beer
- 1967 — Douglass J. Wilde e Charles S. Beightler
- 1968 — Fiacco, McCormick e Morse
- 1969 — Harvey M. Wagner
- 1971 — E.E. David, John Truxal e E.J. Piel
- 1972 — Richard C. Larson
- 1974 — Peter Kolesar e Warren E. Walker
- 1975 — Lawrence D. Stone
- 1976 — Ralph Keeney, Howard Raiffa e Leonard Kleinrock
- 1977 — Richard Karp, Gérard Cornuéjols, Marshall L. Fisher e George Nemhauser
- 1979 — Michael R. Garey e David S. Johnson
- 1980 — David M. Eddy
- 1981 — David Hopkins e William Massy
- 1982 — Karl-Heinz Borgwardt
- 1983 — Martin Shubik, Ellis Lane Johnson, Manfred Padberg e Harlan Crowder
- 1984 — Narendra Karmarkar e Robert Tarjan
- 1985 — Michael Maltz
- 1986 — Alexander Schrijver e Peter Whittle
- 1988 — Robin Roundy
- 1989 — Jean Walrand, George L. Nemhauser e Laurence Wolsey
- 1990 — Alvin E. Roth e Marilda Sotomayor
- 1991 — Frank P. Kelly
- 1992 — Masakazu Kojima, Nimrod Megiddo, Shinji Mizuno, Toshihito Noma e Akiko Yoshise
- 1993 — Thomas L. Magnanti, James B. Orlin e Ravindra K. Ahuja
- 1994 — Edward Kaplan, Richard Cottle, Jong-Shi Pang e Richard Stone
- 1995 — Robert J. Aumann, Michael B. Maschler, Martin L. Puterman, e Richard E. Stearns
- 1996 — George Fishman
- 1997 — R. Tyrrell Rockafellar e Roger J-B Wets
- 2000 — Olvi Mangasarian
- 2001 — J. Michael Harrison
- 2003 — Nicholas Vieille e Ward Whitt
- 2004 — Alexander Schrijver
- 2005 — Kalyan T. Talluri e Garrett J. van Ryzin
- 2006 — Paul Glasserman
- 2007 — David L. Applegate, Robert E. Bixby, Vašek Chvátal, e William Cook
- 2008 — Warren P. Adams e Hanif D. Sherali, e Lawrence M. Wein
- 2009 — Não atribuído
- 2010 — Não atribuído
- 2011 — David Easley e Jon Kleinberg
- 2012 — Não atribuído
- 2013 — David P. Williamson e David Shmoys
- 2014 — Não atribuído
- 2015 — Giacomo Zambelli, Gerard P. Cornuejols e Michele Conforti